# The Sunset Limited (téléfilm)
Pour les articles homonymes, voir The Sunset Limited.
Pour plus de détails, voir Fiche technique et Distribution.
The Sunset Limited est un téléfilm américain réalisé par Tommy Lee Jones et diffusé en 2011. Il s'agit d'une adaptation d'une pièce de Cormac McCarthy écrite en 2006, dont il a écrit le scénario.

## Synopsis
Un homme, ancien taulard, empêche un autre homme, professeur, de se suicider en se jetant sous un métro de Harlem. L'ancien taulard invite le professeur chez lui et entame une conversation qui sera le début d'un échange d'idées et de points de vue sur la société qui les entoure.

## Fiche technique
- Réalisation : Tommy Lee Jones
- Scénario : Cormac McCarthy, d'après sa pièce de théâtre
- Musique : Marco Beltrami
- Image : Paul Elliott (en)
- Montage : Larry Madaras et Roberto Silvi
- Création des décors : Merideth Boswell
- Décorateur de plateau : Wendy Ozols-Barnes
- Création des costumes : Lyn Paolo
- Maquillage : Adam Brandy
- Productrice : Barbara A. Hall
- Coproducteur : Wesley Oliver
- Producteur exécutif : Tommy Lee Jones
- Directeur de production : Barbara A. Hall
- Société de production : Professor Productions
- Société de distribution : HBO (TV)
- Pays :  États-Unis
- Genre : Drame
- Langue : anglais
- Durée : 91 minutes
- Date : 12 février 2011 sur HBO

## Distribution
- Samuel L. Jackson (VF : Thierry Desroses) : Black
- Tommy Lee Jones (VF : Féodor Atkine) : White

## Commentaires
- Le téléfilm a la particularité de présenter deux personnages en huis clos.
- Tommy Lee Jones et Samuel L. Jackson avaient déjà tourné ensemble dans L'Enfer du Devoir (Rules of engagement). Ils étaient à l'affiche de Captain America: First Avenger, sans toutefois partager une scène commune.